# Cyrtodactylus raglai
Thằn lằn ngón Ra Glai (danh pháp hai phần Cyrtodactylus raglai) là loài thằn lằn ngón được các nhà khoa học Việt Nam kết hợp với các nhà khoa học Nga, Mỹ phát hiện tại tỉnh Khánh Hòa, Việt Nam năm 2020, công bố trên tạp chí Vertebrate zoology tháng 3 năm 2021.

## Phát hiện và đặt tên
Tên loài raglai được theo tên dân tộc Ra Glai một dân tộc trong số 54 dân tộc tại Việt Nam sinh sống tại thung lũng Sông Giang, xã Khánh Trung, huyện Khánh Vĩnh, tỉnh Khánh Hòa, Việt Nam. Raglai trong tiếng bản địa có nghĩa rừng, nhằm nhấn mạnh tầm quan trọng của hệ sinh thái rừng mưa nhiệt đới đối với người dân khu vực phát hiện mẫu vật.